# Organisation islamique de développement

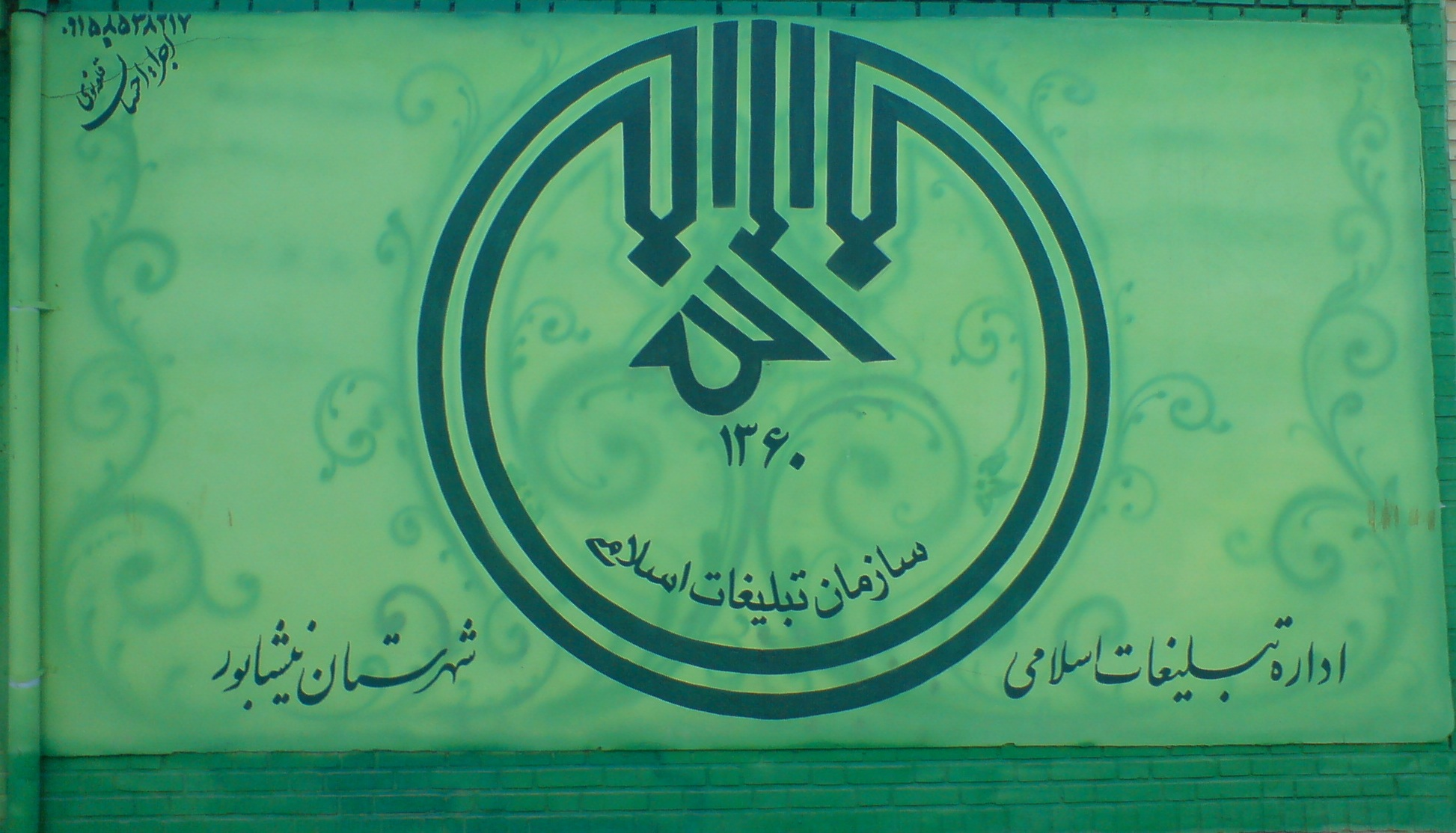
Organisation islamique de développement d'Iran

 (juillet 2025).
Le contenu est difficilement compréhensible vu les erreurs de traduction, qui sont peut-être dues à l'utilisation d'un logiciel de traduction automatique.
L'Organisation islamique de développement ou l'Organisation islamique de la publicité (en persan : سازمان تبلیغات اسلامی ایران) est une organisation religieuse et culturelle iranienne,. Il a été créé par Rouhollah Khomeini après la révolution de 1979 en Iran et est sous la supervision du guide suprême. Cette organisation a été créée à l’été 1982 pour promouvoir les idéologies de la République islamique.

## Histoire
Il a été formé après la révolution sur la base du décret du 1er guide suprême, Ruhollah Khomeini,, en 1981,. L'Organisation est une entité juridique indépendante gérée par le chef suprême de l'Iran.
Alors que la révolution a eu lieu, à l'époque, les hauts fonctionnaires du pays ont reconnu la nécessité de créer des organisations et des institutions capables de développer les aspirations et les pensées culturelles et religieuses de l'Imam Khomeini et des adeptes de l'Islam dans la société islamique. Pour atteindre cet objectif, les institutions révolutionnaires ont été établies les unes après les autres par le commandement du défunt Imam et elles ont commencé à remplir leurs fonctions.
Le nom initial de l'Organisation islamique de développement était «L'institution du Conseil islamique de développement» (persan : نهاد شورای عالی تبلیغات اسلامی). Cela a ensuite été changé en "Organisation islamique de développement" le 3 avril 1989.

## Chefs

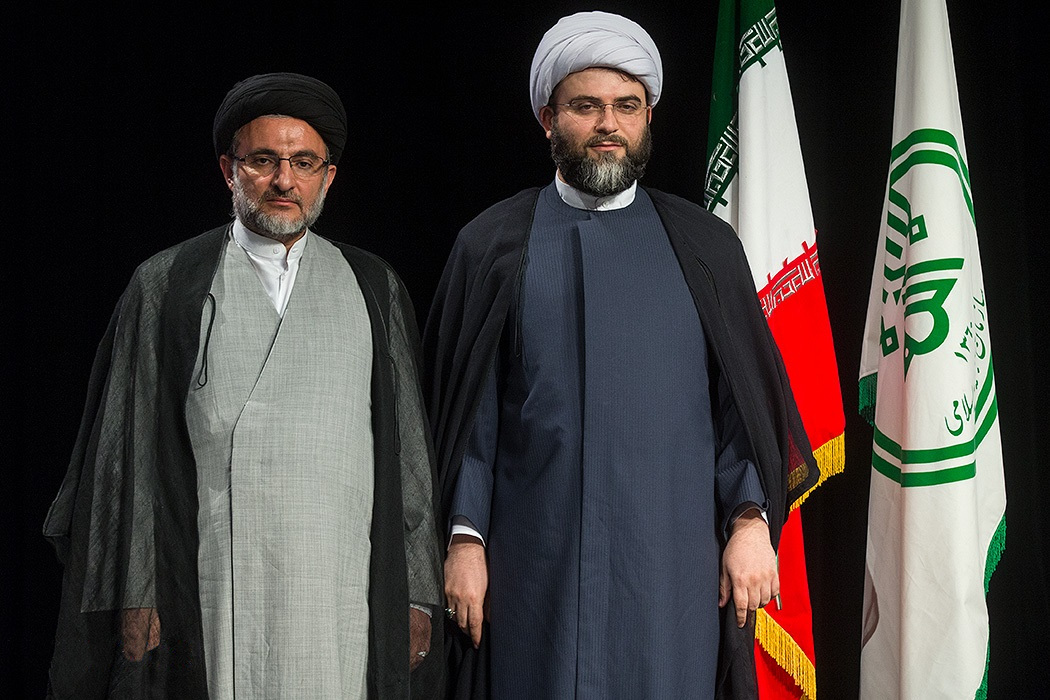
Cérémonies d'adieu du précédent chef de l'organisation (à gauche) et renvoi de « Mohammad Qomi » (à droite)

Ahmad Jannati était le premier chef. Il a été remplacé par Mahmoud Mohammadi Araghi pendant dix ans, suivi de Seyyed Mahdi Khamoushi et de Mohammad Qomi,.

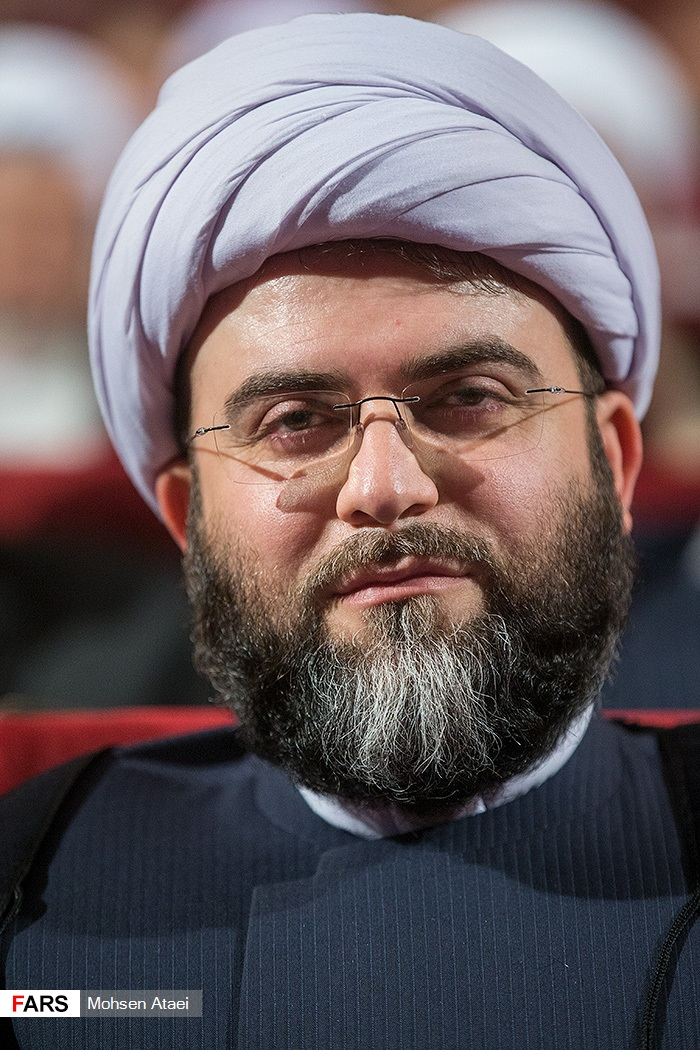
Mohammad Qomi 010

## Organisations dépendantes
- Université Soore
- Agence de presse Mehr
- Domaine artistique
- Institut de recherche pour la promotion et les études islamiques, Baqir al-Uloom
- Organisation Darol-Quran al-Karim
- Institut culturel de Tebyan
- Amirkabir (éditeur)
- Société Ketab Shahr
- Journal de langue anglaise du Tehran Times
- Organisation des écoles d'éducation islamique